# لوکاس انترتیمنت
لوکاس انترتیمنت (انگلیسی: Lucas Entertainment) نام شرکت تولید پورنوگرافی همجنس‌گرایانه است که توسط مایکل لوکاس تأسیس شده‌است. این شرکت به خاطر تولید فیلم‌های پرخرج مشهور است و جوایز فراوانی نیز تصاحب کرده‌است.